# Ácsteszér, Komárom-Esztergom
Ácsteszér  este un sat în districtul Kisbér, județul Komárom-Esztergom, Ungaria, având o populație de 715 locuitori (2011). 

## Demografie
Componența etnică a satului Ácsteszér
     Maghiari (92,85%)
     Romi (5,75%)
     Necunoscut (0,62%)
     Germani (0,78%)
     Alții (0,62%)
Componența confesională a satului Ácsteszér
     Romano-catolici (60,28%)
     Fără religie (8,25%)
     Luterani (3,36%)
     Reformați (2,24%)
     Necunoscută (25,87%)
Conform recensământului din 2011, satul Ácsteszér avea 715 locuitori. Din punct de vedere etnic, majoritatea locuitorilor (92,85%) erau maghiari, cu o minoritate de romi (5,75%). Apartenența etnică nu este cunoscută în cazul a 0,62% din locuitori.  Din punct de vedere confesional, majoritatea locuitorilor (60,28%) erau romano-catolici, existând și minorități de persoane fără religie (8,25%), luterani (3,36%) și reformați (2,24%). Pentru 25,87% din locuitori nu este cunoscută apartenența confesională.